# Muhàmmad Xah II Tughluk
Muhàmmad Xah II Tughluk o també Muhàmmad ibn Tughluq o Muhàmmad Xah II (en urdú: محمد بن تغلق) (c. 1300 - 20 març 1351) va ser el soldà de Delhi 1325 - 1351. El seu nom anterior a la pujada al tron era Màlik Djawna havent rebut el títol d'Ulugh Khan.
Era el fill gran de Ghiyath-ad-Din Tughluq. Entre 1322 i 1323 el seu pare el va enviar a Dècan, on va sotmetre al raja kakitay rebel de Warangal, Prataparuvadeva II, va annexionar el regne Pandya de Madurai, va envair Jajnagar i va fer incursions fins a Orissa. Diversos autors diuen que va intentar un cop d'estat i l'acusen de l'accident que va costar la mort del seu pare. Muhàmmad va succeir el seu pare en el tron de Delhi el 1325, segons una inscripció el 13 de juliol de 1325 però es discuteix sobre l'any i en realitat la data podria ser el 24 de juliol de 1324.
Vers el 1326 Muhàmmad va fer campanya a la regió de la moderna Frontera del Nord-oest i els seus destacaments van arribar fins a Peshawar. Vers el 1327 van esclatar revoltes al mateix temps a Multan, Dècan i Bengala però foren dominades. El 1327 va adoptar Devagiri (rebatejada Daulatabad) com a nova capital i hi va fer desplaçar nombrosos funcionaris des de Delhi, però la manca d'aigua i altres problemes van fer fracassar l'intent i el 1329 la capital va haver de retornar a Delhi. Entre els seus projectes d'estat estaven la colonització del Dècan i la conquesta del Khorasan (bàsicament el modern Afganistan) que ocupaven els mongols txagataïdes. No obstant es creu que una incursió a aquest territori va acabar en desastre, l'exèrcit es va desbandar i una part fou delmat en una campanya contra Karačil que sembla que era el nom donat a la regió de l'Hindu Kush o al Caixmir. El kan Tarmaixirin del kanat de Txagatai va enviar una expedició vers 1328/1329 (algunes fonts donen 1327); van derrotar a tots els que se li van oposar en el seu camí a Delhi i Muhàmmad li va haver de pagar un important tribut per salvar la vida, però en endavant les relacions entre el kanat i el sultanat foren bones. Des de 1330 alguns caps mongols van passar l'hivern al Panjab, però un d'ells, Hülečü, es va revoltar i per un temps va ocupar Lahore. Alguns mongols van servir a l'exèrcit indi.
Es coneix alguna monedes del seu regne de baix aliatge destinada a pagar les tropes però que no hauria gaudit de confiança i es devia retirar. Un augment dels impostos va provocar una revolta pagesa important al Doab finalment reprimida. La regió de Kampila (Andhra del sud) fou annexionada.
El 1334/1335 van esclatar una sèrie de revoltes que van posar a l'estat en perill. Bengala es va fer independent i va seguir el Mabar (Madura) sota Djalal al-Din Ahsan i la Kampila (1336). El Dècan va passar a mans dels bahmànides. A més d'aquestes revoltes el descontentament era general. Sota Muhàmmad el sultanat havia arribat a la seva major extensió territorial i aquestes revoltes el van redimensionar. El 1337/1338 el sultà personalment va ocupar Kangra (Nagarkot). El 1339 la revolta es va estendre a Oudh i el 1341/1342 a Multan i Siwistan. El 1343 el Califat Abbàssida del Caire li va enviar un diploma de reconeixement que no va aturar la descomposició. El 1345 va voler annexionar Gujarat amb el port de Khambhat (Cambay) i va xocar amb el pirata Mokhadaji Gohil que dominava prop de Ghogha i Piram Bet (modernament prop de Bhavnagar) que el 1347 va saber que el tresor imperial era a Khambhat i amb les seves naus va atacar el port i es va apoderar de les naus on estava el tresor. Muhàmmad va enviar forces contra Mokhadaji que va lliurar una eficaç guerra naval des de la seva base de Piran Bet; l'exèrcit del sultà va bloquejar Piran Bet però no era prou hàbil en lluita naval i fou derrotada fàcilment.
El 1347 el príncep de Kampila es va apoderar de Tilang. Muhàmmad va anar en persona a Gujarat, es va establir a Ghogha i va decidir no marxar fins a haver mort a Mokhadaji. Durant uns mesos no va tenir èxit en la tasca de conquerir Piram Bet però va aconseguir atreure als pirates a lliurar una batalla a terra per mitjà d'un ric mercader vaixnavita de Khambhat al que va prometre grans avantatges comercials si convencia al cap pirata. El mercader va anar a demanar "ajut" al pirata contra les terribles opressions de les forces del sultà i li oferia les seves forces per lluitar contra el sultà. El pirata generosament va anar a ajudar a la gent i fou sorprès i derrotat a Khadarpar sent fet presoner i després decapitat a Ghogha.
A la seva mort el sultà no tenia autoritat al sud de les muntanyes Vindhya. Les causes d'aquesta ràpida desintegració no són prou conegudes. Es diu que com Muhàmmad havia cridat a professionals i artesans de tot el món islàmic, s'havia creat un ressentiment entre la població indígena; les tensions religioses entre hindús i musulmans, i les relacions de la cort amb els ulemes i místics sufites també devien ser factors que hi van influir.
Va morir a Thatta el 20 de març de 1352 durant la persecució del rebel Tughay després de dominar la revolta de Mokhadaji al Gujarat. El va succeir el seu cosí Firuz Xah Tughluq.
Muhàmmad Tughlug va decidir portar tants estudiosos i funcionaris musulmans com fos possible per consolidar el seu imperi, i es va convertir en cal·lígraf i erudit versat en lògica, filosofia, matemàtiques, astronomia i ciències físiques. Tenia coneixement de la medicina i era hàbil en la dialèctica. Ibn Battuta el va visitar durant el seu regnat.